# Xenofrea proxima
Xenofrea proxima là một loài bọ cánh cứng trong họ Cerambycidae.